# 彭晓彤 (演员)
彭曉彤（1980年10月20日—），臺灣女演員，身分證的本名從彭曉彤改成彭沛淳。2002年因演出《麻辣鮮師》而打開知名度，目前正在演出戲說台灣單元劇。爸爸是知名本土劇導演彭大衛。

## 戏剧
| 年分   | 頻道       | 劇名                                 | 飾演          |
| ------ | ---------- | ------------------------------------ | ------------- |
| 2001年 | 三立台灣台 | 《隔壁親家》                         | 江惠喬        |
| 2002年 | 華視       | 《麻辣鮮師》                         | 葉小彤        |
| 2002年 | 台視       | 《愛情大魔咒》                       | 姚琪          |
| 2003年 | 三立台灣台 | 戏说台湾《月老鬥城隍》               | 牡丹 愛玉     |
| 2006年 | 衛視中文台 | 《驚異傳奇》意外的訪客               | 婷婷          |
| 2006年 | 三立台灣台 | 戲說台灣《盖杯娘》                   | 林春穗        |
| 2007年 | 三立台灣台 | 戲說台灣《怪火村》                   | 高紅菱        |
| 2008年 | 三立台灣台 | 戲說台灣《纸新娘讨翁》               | 王春梅        |
| 2008年 | 三立台灣台 | 戲說台灣《钱鼠咬金瓜》               | 贾珍珠        |
| 2008年 | 三立台灣台 | 戲說台灣《跷脚仔收陈守娘》           | 陈守娘        |
| 2008年 | 三立台灣台 | 戲說台灣《撞天婚》                   | 吳美人        |
| 2008年 | 三立台灣台 | 戲說台灣《猴探井》                   | 陳春雪        |
| 2008年 | 三立台灣台 | 戲說台灣《裸女穴》                   | 阿梅          |
| 2008年 | 三立台灣台 | 戲說台灣《五毒囝仔神》               | 吳美香        |
| 2009年 | 三立台灣台 | 戲說台灣《妈祖坐牢一百年》           | 妈祖 林大夫   |
| 2009年 | 三立台灣台 | 戲說台灣《民雄乳母冤》               | 何美雪        |
| 2009年 | 三立台灣台 | 戲說台灣《神医大道公》               | 方秋霞        |
| 2009年 | 三立台灣台 | 戲說台灣《蟾蜍配凤凰》               | 美凤          |
| 2009年 | 三立台灣台 | 戲說台灣《神鸡土地公》               | 阿喜          |
| 2009年 | 三立台灣台 | 戲說台灣《金鯉奇緣》                 | 林寶玉        |
| 2009年 | 三立台灣台 | 戲說台灣《包公鍘鬼母》               | 紅繡          |
| 2009年 | 三立台灣台 | 戲說台灣《钟馗闹元宵》               | 红花          |
| 2010年 | 三立台灣台 | 戲說台灣《冬生娘契女》               | 秋华          |
| 2010年 | 三立台灣台 | 戲說台灣《妈祖失踪一百天》           | 张翠銮        |
| 2010年 | 三立台灣台 | 戲說台灣《送穷神》                   | 阿金          |
| 2010年 | 三立台灣台 | 戲說台灣《云霞仙子》                 | 陈雪娥        |
| 2010年 | 三立台灣台 | 戲說台灣《日本籍土地公》             | 林玉芬 王素兰 |
| 2010年 | 三立台灣台 | 《天下父母心》                       | 张雅琼        |
| 2011年 | 三立台灣台 | 戲說台灣《太子宾馆》                 | 绣琴          |
| 2011年 | 三立台灣台 | 戲說台灣《金鲤奇缘》                 | 林宝玉        |
| 2011年 | 三立台灣台 | 戲說台灣《烈女还命奇谭》             | 吕阿棗        |
| 2011年 | 三立台灣台 | 戲說台灣《土地公戴高帽》             | 红莲          |
| 2013年 | 三立台灣台 | 戲說台灣《觀音媽渡仙胎》             | 金香          |
| 2013年 | 三立台灣台 | 戲說台灣《诸罗文财神》               | 阿妹          |
| 2013年 | 大愛電視台 | 《水返脚的春天》                     | 方碧琪        |
| 2014年 | 大愛電視台 | 《指尖的溫暖》                       | 陳金鳳        |
| 2014年 | 三立台灣台 | 《世间情》                           | 朱若晞        |
| 2014年 | 台視       | 《艋舺的女人》                       | 張嘉莉        |
| 2015年 | 三立台灣台 | 戲說台灣《有应妈招子婿》             | 中州妈        |
| 2016年 | 三立台灣台 | 戲說台灣《葫芦堵送子观音》           | 阿专          |
| 2016年 | 民視       | 《廉政英雄》第三十七單元：誰是繼承人 | 詹欣穎        |
| 2016年 | 八大第一台 | 《命運交叉路》第一單元：妻子的秘密   | 陳純真        |
| 2016年 | 三立台灣台 | 《甘味人生》                         | 傅秋美        |
| 2017年 | 三立台灣台 | 戲說台灣《水仙尊王渡鬼婆》           | 水鬼婆        |
| 2018年 | 三立台灣台 | 戲說台灣《轉命筆》                   | 金玲芳        |
| 2018年 | 三立台灣台 | 戲說台灣《大莆林水鬼》               | 田中樱子      |
| 2018年 | 大愛電視台 | 《曾經 我們一起12歲》                | 謝靜萍        |
| 2018年 | 三立台灣台 | 戲說台灣《将军箭奇缘》               | 王滿意        |
| 2019年 | 三立台灣台 | 戲說台灣《聖王公傳奇》               | 蔡秋桂        |
| 2019年 | 三立台灣台 | 戲說台灣《艋舺田都元帥》             | 王母娘娘      |
| 2019年 | 三立台灣台 | 《炮仔聲》                           | 趙夫人        |
| 2019年 | 三立台灣台 | 戲說台灣《無鹽女美人夢》             | 水母娘娘      |
| 2019年 | 三立台灣台 | 戲說台灣《仙姑鬥元帥》               | 方雪娥        |
| 2020年 | 三立台灣台 | 戲說台灣《父子換魂》                 | 閻羅媽        |
| 2020年 | 三立台灣台 | 戲說台灣《抓鬼門神》                 | 王母娘娘      |
| 2020年 | 三立台灣台 | 戲說台灣《土地公種慧根》             | 葉小猜        |
| 2021年 | 三立台灣台 | 戲說台灣《城隍報恩》                 | 城隍媽        |
| 2021年 | 三立台灣台 | 戲說台灣《白目眉渡鷹雄》             | 劉貴珠        |
| 2021年 | 大愛電視台 | 《阿芬的幸福修練》                   | 鄭翡翠        |
| 2022年 | 三立台灣台 | 戲說台灣《痘神飼契子》               | 痘婆          |
| 2023年 | 三立台灣台 | 戲說台灣《新蓋杯娘》                 | 蘇秋桂        |
| 2023年 | 三立台灣台 | 戲說台灣《桃花井求良緣》             | 徐粉粿        |
| 2024年 | 三立台灣台 | 戲說台灣《壽桃太子爺》               | 鴛鴦          |
| 2024年 | 三立台灣台 | 戲說台灣《石子瀨媽收豬精》           | 林夫人        |
| 2024年 | 三立台灣台 | 戲說台灣《美女的願望》               | 王金花        |
| 2024年 | 三立台灣台 | 戲說台灣《蜘蛛笑笑十八嬈》           | 賴雪娥        |
| 2025年 | 三立台灣台 | 戲說台灣《媽祖甜甜大福氣》           | 廖玉昭        |
| 2025年 | 三立台灣台 | 戲說台灣《饕餮愛食神》               | 銀月          |
| 2025年 | 三立台灣台 | 戲說台灣《溜寶貝安太歲》             | 柳金娘        |

## 電影
- 2000年 運轉手之戀 飾演 小妹朋友
- 2018年 王牌教師 麻辣出擊 飾演 石投媽

## 廣告
- 2002年 光泉紅茶可樂

## 音樂錄影帶
- （謝宇書）當愛不存在
- （蕭亞軒）薔薇
- （許志安）男生女生配
- （黃立行）不斷跳舞
- （王中平）偷心
- （王中平）無情雨
- （王中平）將心比心
- （甲子慧）女人心
- （甲子慧）愛阮
- （甲子慧）名份
- （甲子慧）絕望
- （王建傑、甲子慧）回家門
- （王建傑、劉依純）一半
- （王建傑）黑影
- （沈芳如）變質的幸福
- （彭立）愛過一個人
- （羅百吉）美麗的女孩